# NGC 3248
NGC 3248 este o galaxie lenticulară situată în constelația Leul. A fost descoperită în 10 aprilie 1785 de către William Herschel. Se află la o distanță de 24,6 de megaparseci de Pământ.